# Julie Gardner
Pour les articles homonymes, voir Gardner.
Julie Gardner, née le 4 juin 1969, a été la productrice exécutive de Doctor Who de la première saison en 2005 jusqu'à la quatrième saison.
Elle a également produit les spin-offs de Doctor Who à savoir Torchwood et The Sarah Jane Adventures. Elle a dirigé l'école d'art dramatique de la BBC du Pays de Galles jusqu'en mars 2009 où elle a annoncé qu'elle allait rejoindre le personnel basé à la BBC de Los Angeles pour être productrice exécutive de certains projets déjà préparés.
Elle a également participé à un épisode Doctor Who Confidential intitulé Y a-t-il une vie sur Mars ?. Elle a annoncé à la fin de 2009 qu'elle était enceinte de cinq mois.